# Variable RR Lyrae
Les variables RR Lyrae són estrelles variables usades com a candeles estàndard.
Les RR Lyrae són estrelles polsants de la branca horitzontal, amb una massa de, aproximadament, la meitat del Sol. Les estrelles RR Lyrae perden massa abans d'esdevenir RR Lyrae i conseqüentment, aquestes estrelles foren un temps astres amb una massa similar o una mica menor que el Sol, voltant les 0,8 masses solars. Polsen de manera semblant que a les variables cefeides, però entre unes i altres hi ha diferències importants.
Les RR Lyrae són estrelles velles, i relativament de poca massa. Per consegüent, són més comunes que les cefeides, però menys lluminoses. De mitjana la magnitud absoluta de les RR Lyrae és 0,75, només 40 o 50 vegades més brillants que el Sol. El seu període és més curt, típicament menor d'un dia, i a vegades per davall de les vuit o nou hores.
Hi ha tres classes principals d'estrelles RR Lyrae:
- RRab
- RRc, amb períodes curts
- RRd, amb dos períodes de pulsacions superposats.

La relació entre la variabilitat del període d'una RR Lyrae i la seva magnitud absoluta fa d'aquestes estrelles bones candeles estàndard per objectes relativament pròxims, especialment dins la Via Làctia. Són usades de forma extensiva en els estudis de cúmuls globulars, però són difícils d'observar a galàxies externes.

## Vegeu
- RR Lyrae
- variable W Virginis